# Ganymed (Goethe)
Ganymed (griechisch Γανυμήδης Ganymếdês, deutsch ‚der Glanzfrohe‘) ist der Titel einer Hymne von Johann Wolfgang von Goethe, die 1774 veröffentlicht worden ist. Sie ist, auf Goethes Wunsch hin, später stets zusammen mit Prometheus, einer anderen bekannten Hymne des Autors, erschienen.

## Entstehung
Ganymed wurde, wie auch Prometheus, zwischen 1772 und 1774 verfasst. Beide Werke sind der Epoche des Sturm und Drang zuzuordnen. Stürmer und Dränger dieser Epoche wenden sich hierbei vor allem gegen veraltete Traditionen der Literatur und somit auch gegen feste poetische Regeln, wodurch Liebe und Gefühl in den Vordergrund treten. Zudem wird die Natur besonders betont und hervorgehoben („Natur symbolisiert etwas göttliches und unberechenbares.“). Die Figur Ganymed entstammt der griechischen Mythologie. Zeus war von der Schönheit Ganymeds so angetan, dass er die Gestalt eines Adlers annahm und ihn zum Olymp entführte, wo er fortan als Mundschenk der Götter diente.
Ganymed galt als „Schönster aller Sterblichen“ und wurde allein dafür von Zeus geliebt.

## Form
Die Hymne Ganymed ist charakteristisch für die Epoche des Sturm und Drang, was sich deutlich in ihrer Form erkennen lässt. In dem Gedicht gibt es kein festes Metrum und kein Reimschema. Das Gedicht hat fünf Strophen mit jeweils ungleicher Verszahl, den sogenannten freien Rhythmen. Insgesamt besteht das Gedicht aus 32 Versen. Es gibt zahlreiche Enjambements, was den Eindruck von Impulsivität und Emotionalität vermittelt. In Ganymed verwendet Goethe den dithyrambischen Stil, ohne sich dabei streng an Anforderungen zu halten. Außerdem nimmt der Pantheismus in Ganymed eine zentrale Bedeutung ein.

## Inhalt
In Goethes Gedicht Ganymed stehen die Verbundenheit mit der Natur und das Streben zu Gott im Mittelpunkt. Hier kommt Ganymed als lyrisches Ich zu Wort. In der ersten und zweiten Strophe ist das lyrische Ich von der Schönheit der Natur zutiefst ergriffen. Seine „tausendfache Liebeswonne“ (V. 4) zur Natur wird mit ihrer „unendlichen Schönheit“ (V. 8) erklärt, von der das lyrische Ich ekstatisch schwärmt:
Ach, an deinem Busen

Lieg ich, schmachte,

Und deine Blumen, dein Gras

Drängen sich an mein Herz.
Seine Sehnsucht wächst von Strophe zu Strophe und löst schließlich ein Streben nach Gott aus. Dies spiegelt sich auch in der Form des Gedichts wider: Die zweite und vierte Strophe sind Zweizeiler, die Strophen 1, 3 und 5 steigern sich jeweils von 8 auf 10 Verse. Die emotionale Bindung des lyrischen Ichs an die Natur und die Sehnsucht nach Gott wird durch Ausrufe wie „Ich komme! Ich komme!“ (V. 20) weiter gesteigert. Nach kurzer Orientierungslosigkeit des lyrischen Ichs, die von seinen Fragen „Wohin? Ach, wohin?“ (V. 21) begleitet wird, steigt das lyrische Ich, schließlich in der letzten Strophe „hinauf“ (V. 22), wodurch die Richtung deutlich wird, denn es steigt über die Wolken in den Himmel auf. Das Ziel des lyrischen Ichs ist letztendlich der „Busen“ des „alliebenden Vaters“ (vgl. V. 30/31), wo es „umfangend umfangen“ (V. 29) wird. Hier kulminieren seine Ergriffenheit und Sehnsucht in einer Verschmelzung mit Gott.

## Vergleich mit anderen Texten Goethes
Vergleicht man die beiden Charaktere der Hymnen Ganymed und Prometheus miteinander, so fallen einige Gemeinsamkeiten, aber auch Unterschiede auf. Gemeinsamkeiten zwischen beiden Hymnen bestehen im Aufbau (unregelmäßige reimlose Verse) und darin, dass beide als Titel den Namen der sprechenden Person beinhalten, wie es in solchen „Rollengedichten“ üblich ist. Außerdem spiegeln beide Figuren „Ich-Erfahrungen“ und die Naturverbundenheit wider.
Unterschiede bestehen in der Darstellung der Figuren. Während Ganymed „als schönster der Knaben“ gilt und Mundschenk und Geliebter des Zeus ist, wird Prometheus von Zeus für die Weitergabe des Feuers an die Menschen bestraft. Bei Ganymed streben die Menschen nach einer Vereinigung mit Gott. Dagegen sieht sich Prometheus als Schöpfer, kritisiert und verurteilt Zeus und wehrt sich gegen die Obrigkeit.
Die Naturverbundenheit des Ganymed findet man auch in Goethes Briefroman Die Leiden des jungen Werthers. Beide, Werther und Ganymed, verspüren eine Faszination gegenüber der Natur, wobei diese bei Ganymed intensiver vermittelt wird. Hier fließt Goethes  tiefe  Verbundenheit zum Pantheismus ein, die bei Werther im ersten Brief durch das strebende und heitere Gemüt und der Fülle der Natur erkennbar und in Ganymed durch die Darstellung der göttlichen Natur  verdeutlicht wird. 
Eine weitere Gemeinsamkeit besteht mit dem zweiten Brief von Werther, in dem er ebenfalls wie Ganymed nach dem Göttlichen strebt.